# مفطورة رئوية خنزيرية
مفطورة رئوية خنزيرية (بالإنجليزية: Mycoplasma hyopneumoniae)‏ هي نوع من البكتيريا، سلبية الغرام، تتبع المفطورة.